# Masamichi Yamada
Masamichi Yamada (født 7. april 1981) er en tidligere japansk fodboldspiller.
Han har spillet for flere forskellige klubber i sin karriere, herunder Kyoto Purple Sanga og FC Gifu.